# Anisodevonia major
Anisodevonia major is een tweekleppigensoort uit de familie van de Lasaeidae. De wetenschappelijke naam van de soort is voor het eerst geldig gepubliceerd in 1938 door Bruun.